# Bunium bourgaei
Bunium bourgaei là một loài thực vật có hoa trong họ Hoa tán. Loài này được (Boiss.) Freyn & Sint. mô tả khoa học đầu tiên năm 1894.